# Wilhelm Wehrenpfennig
Johann Friedrich Wilhelm Wehrenpfennig (* 25. März 1829 in Blankenburg; † 25. Juli 1900 in Berlin) war ein preußischer Beamter, deutscher Publizist und liberaler Politiker.

## Leben und Wirken

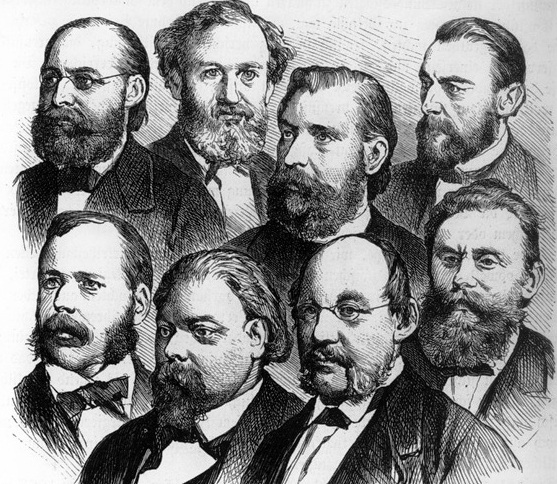
Führende Politiker der Nationalliberalen, obere Reihe von links nach rechts: Wilhelm Wehrenpfennig, Eduard Lasker, Heinrich von Treitschke, Johannes Miquel, untere Reihe von links nach rechts: Franz von Roggenbach, Karl Braun, Rudolf Gneist, Ludwig Bamberger

Wehrenpfennig studierte in Jena und Berlin Theologie. Während seines Studiums wurde er 1847 Mitglied der Burschenschaft Arminia auf dem Burgkeller in Jena. Während der Märzrevolution 1848/49 kämpfte er auf den Barrikaden von Leipzig und Dresden für die Demokratie, unter anderem gemeinsam mit Johannes von Miquel und Lorenz Theodor Nagel. Er promovierte 1853 in Halle (Saale) und wurde anschließend Gymnasiallehrer des Joachimsthaler Gymnasiums in Berlin. Im Jahre 1857 wurde Wehrenpfennig Oberlehrer des Friedrichsgymnasiums. Von 1858 bis 1862 war er Direktor des literarischen Büros des preußischen Staatsministeriums, der Zensur-Behörde. Von 1863 bis 1883 war er Redakteur und zusammen mit Heinrich von Treitschke Mitherausgeber der Preußischen Jahrbücher und 1872/73 Chefredakteur der Spenerschen Zeitung. Im Jahr 1877 wurde er Geheimer Regierungsrat und vortragender Rat im Handelsministerium, zuständig für die technischen Lehranstalten. Im Jahr 1879 wechselte er als Oberregierungsrat ins Kultusministerium.
Von 1868 bis 1879 war Wehrenpfennig Mitglied des Preußischen Abgeordnetenhauses mit einem Mandat der Nationalliberalen Partei. Außerdem war er ab 1869 als Abgeordneter des Reichstagswahlkreises Waldeck-Pyrmont Mitglied des norddeutschen und ab 1871 als Abgeordneter des Reichstagswahlkreis Regierungsbezirk Kassel 3 (Fritzlar – Homberg – Ziegenhain) des deutschen Reichstages. Diesem gehörte Wehrenpfennig bis 1881 an.
Wilhelm Wehrenpfennig starb 1900 im Alter von 71 Jahren in Berlin und wurde auf dem Alten St.-Matthäus-Kirchhof in Schöneberg beigesetzt. Das Grab ist nicht erhalten geblieben. Kurz vor seinem Tod wurde er von der Technischen Hochschule Aachen zum Dr.-Ing. ehrenhalber ernannt.